# Miron Mitrea
Miron Tudor Mitrea (n. 8 august 1956, Sighișoara, județul Mureș) este un analist politic și fost politician român. Acesta a ocupat funcția de ministru al transporturilor in guvernul Adrian Năstase.  după ce în perioada 1996 - 2004 a fost deputat și membru în Biroul Permanent al Camerei Deputaților în legislatura 1996-2000 și vicepreședinte în Biroul Permanent al Camerei Deputaților începând din decembrie 2004.
A înființat sindicatul Confederația Sindicatelor Independente Frăția (CSI Frăția), pe care l-a condus până în 1993, când acesta a fuzionat cu sindicatul CNSLR, devenind președinte executiv în sindicatul rezultat - CNSLR-Frăția.
În 1993
(sau 1994)
a înființat Partidul Solidarității Sociale, care a fost absorbit ulterior de partidul PDSR, Miron Mitrea ajungând secretar în organizația politică.
După terminarea Facultății de Transporturi din cadrul Politehnicii, secția Autovehicule Rutiere, înainte de Revoluție, a lucrat ca stagiar la S.U.G.T.C. Constanța (Stația de Utilaj Greu), după care s-a mutat la București. Între 1983 - 1989 a fost inginer - șef de atelier la I.U.G.C. (Întreprinderea de Utilaj Greu pentru Construcții), Autobaza București.
În legislatura 2000-2004 a fost ministru al transporturilor, în guvernul condus de Adrian Năstase (în perioada decembrie 2000 - iunie 2003 titulatura funcției era ministrul lucrărilor publice, transporturilor și locuinței, iar din iunie 2003 până în decembrie 2004 a fost ministrul transporturilor, construcțiilor și turismului).
Ideologic, se consideră un om de stânga, dar anticomunist (susținând că nu a fost membru al P.C.R. și că familia sa a suferit din cauza regimului comunist), acesta lucrând pentru a schimba imaginea PSD-ului din succesor al Partidului Comunist.
În prezent activează ca analist politic al postul Realitatea TV, în cadrul emisiunii Culisele Puterii. În 2006, Mitrea a fost declarat „Cetățean de onoare al orașului Sighișoara”.

## Controverse
Pe 21 aprilie 2008, Direcția Națională Anticorupție (DNA) cere Camerei Deputaților aviz pentru declanșarea urmăririi penale în cazul lui Miron Mitrea, vizat într-un dosar de corupție, pentru săvârșirea infracțiunilor de luare de mită, instigare la fals în înscrisuri oficiale și uz de fals, ultimele două în legătură directă cu infracțiuni de corupție, instrumentate în dosarul numărul 49/P/2006.
Pentru că parlamentarii au votat împotriva ridicării imunității, la 3 septembrie 2008 Miron Mitrea și-a dat demisia din Parlament, pentru a se pune la dispoziția anchetatorilor.
După Traian Băsescu, Miron Mitrea este al doilea politician care demisionează pentru a se pune la dispoziția justiției. Totuși, după numai trei luni, a fost din nou ales în Parlamentul României la alegerile din noiembrie 2008, beneficiind din nou de imunitate parlamentară.
La data de 10 decembrie 2008, procurorii DNA au pus sechestru pe locuința din București a lui Miron Mitrea, pentru a asigura recuperarea unui prejudiciu de 700.000 de lei.
La data de 5 martie 2009, a fost trimis în judecată de procurorii anticorupție în acest dosar.

## Condamnare penală
La data de 13 februarie 2015 a fost condamnat la doi ani de închisoare cu executare pentru luare de mită în dosarul privind lucrările de renovare făcute la casa mamei sale din localitatea Voluntari. La data de 28 martie 2016, Miron Mitrea a fost eliberat condiționat prin decizie judecătorească. 

## Analist politic
Miron Mitrea este din 2020 analist politic la emisiunea Culisele Puterii de la Realitatea Plus.